# Mariä Himmelfahrt (Geislautern)

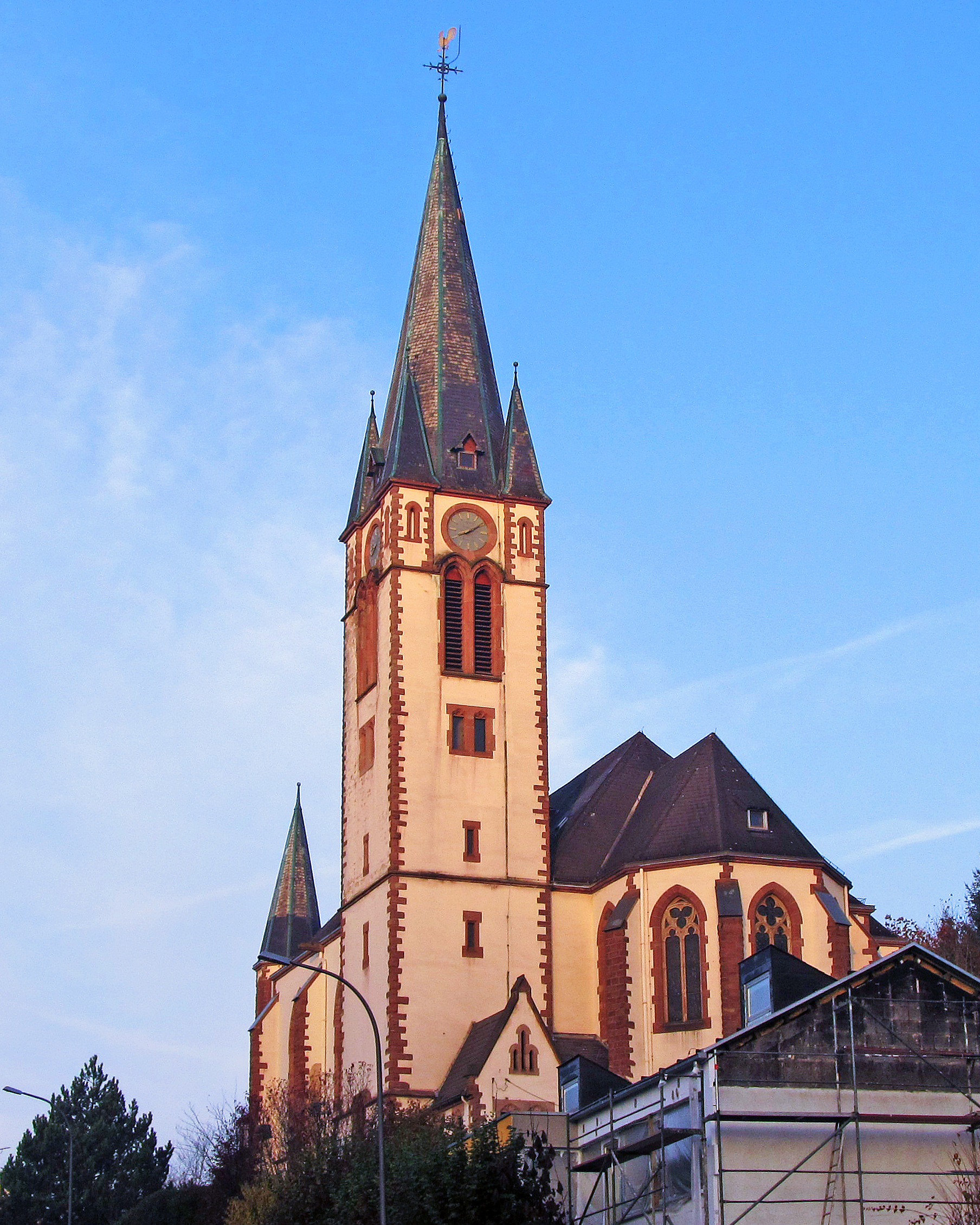
Die Pfarrkirche Maria Himmelfahrt in Geislautern

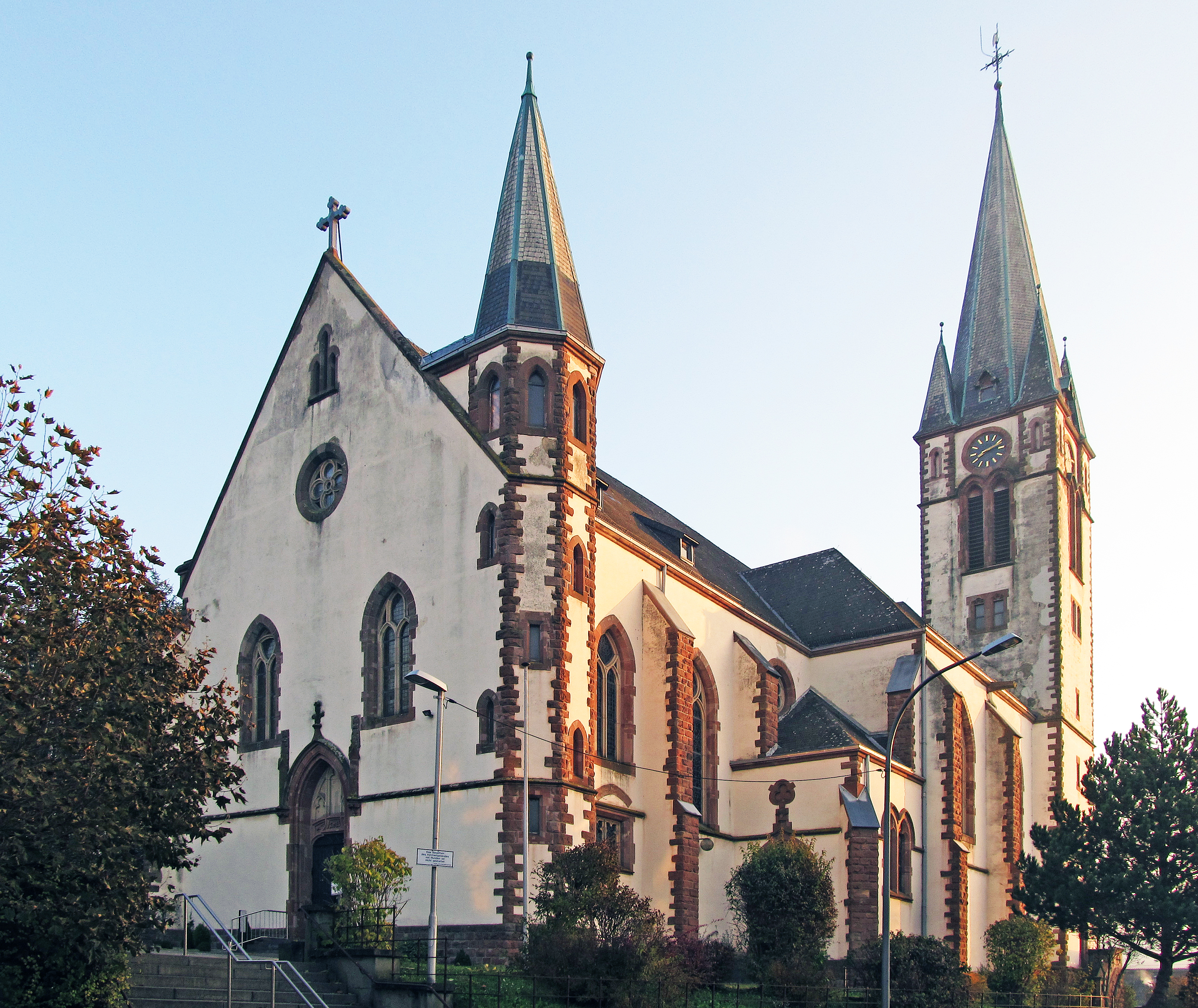
Weitere Ansicht der Kirche

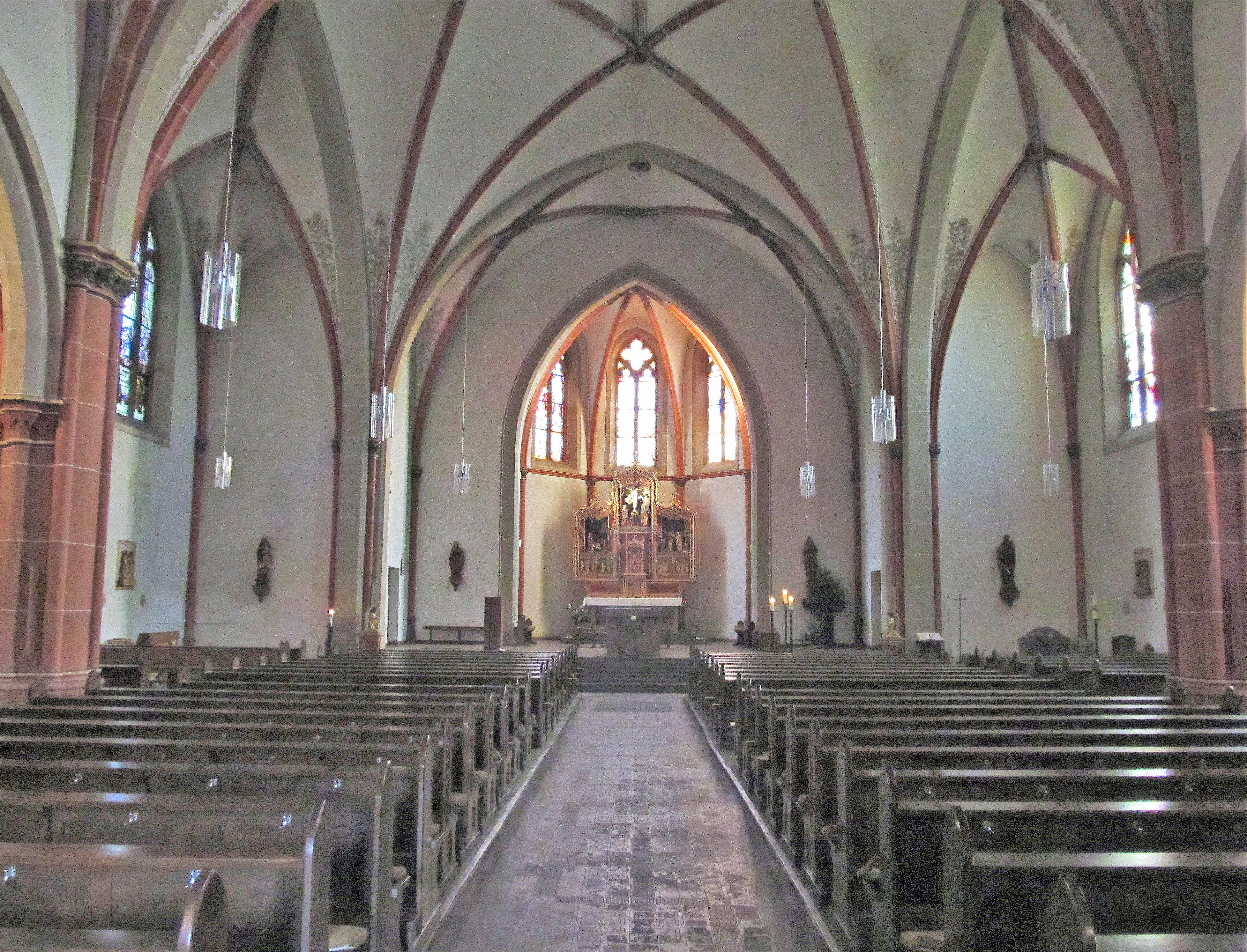
Blick ins Innere der Kirche

Die katholische Pfarrkirche Maria Himmelfahrt befindet sich in Geislautern/Völklingen. Sie wurde in den Jahren 1906/1907 nach dem Plan des Architekten Wilhelm Hector im Stil der Neugotik erbaut.

## Baugeschichte
Die Initiative für den Bau übernahmen Bürger, die einen Kirchenbau-Sparverein gegründet hatten. Als ihr Sprecher kann der damalige Dorflehrer Weiler bezeichnet werden, dem auch die Standortwahl zugeschrieben wird.
Am 27. Oktober 1907 wurde die Kirche, die der Aufnahme der Jungfrau Maria in den Himmel und dem hl. Hubertus geweiht ist, durch Dechant Keil aus St. Johann-Saarbrücken, eingesegnet. Im lateinischen Originaltext ist die Kirche der ASSUMPTIO BEATAE MARIAE VIRGINIS und dem Heiligen Hubertus geweiht.

## Gebäude
Die Kirche wurde auf einer Anhöhe des Dorfes errichtet. Das asymmetrische Gebäude im Stil der Neugotik hat ein sehr breites Querschiff und einen schlanken Turm neben dem Chor. Neben der breiten Eingangsfront befindet sich auf der rechten Seite davon ein kleines Treppentürmchen.
Erst in der Nacht vor der Einweihung war unter größten Anstrengungen der neue neogotischen Hochaltar aufgestellt worden. Er wurde in der Werkstatt des aus Kaiserslautern stammenden und in Trier ansässigen Bildhauers Karl Frank (1868–1942) gefertigt. Dargestellt sind Episoden aus dem Leben Mariens angefangen von der Prophezeiung Jesajas (Jes 7,14 ) bis zur Himmelfahrt.
Im Jahr 1911 wurde dann durch den Trierer Bischof Michael Felix Korum der Hochaltar konsekriert und die Kirche eingeweiht.
Auf der linken Stirnseite befindet sich derzeit die Marienfigur, die früher die Spitze des Hochaltars gebildet hatte. Sie ersetzt den Seitenaltar. Auf der rechten Stirnseite befindet sich eine Hubertusstatue mit dem Hirschgeweih mit dem Kreuz zu seinen Füßen; diese Statue wurde im Jahr 1988 eingeweiht.
Zwischen 1970 und 1980 fanden wegen erheblichen Schäden an der Kirche umfangreiche Sanierungen unter der Aufsicht des renommierten Völklinger Architekten Georg Heusel statt.
Heute ist die Kirche als Einzeldenkmal in die saarländische Denkmalliste eingetragen.

## Glocken
Die Glocken der Kirche wurden nach Kriegsverlusten im Jahr 1953 zum zweiten Mal ersetzt und zwar durch Glocken der Saarlouiser Glockengießerei in Saarlouis-Fraulautern, die von Karl (III) Otto von der Glockengießerei Otto in Bremen-Hemelingen und dem Saarländer Alois Riewer 1953 gegründet worden war. Alois Riewer betrieb in Geislautern ein Sägewerk und eine Holzhandlung. Für die Kirche Maria Himmelfahrt wurden fünf Bronzeglocken mit den Schlagtönen: h0 – dis' – fis' – gis' – h'. Die Glocken haben folgende Durchmesser: 1656 mm, 1314 mm, 1105 mm, 984 mm, 820 mm und wiegen: 2810 kg, 1410 kg, 805 kg, 579 kg, 350 kg.

## Orgel

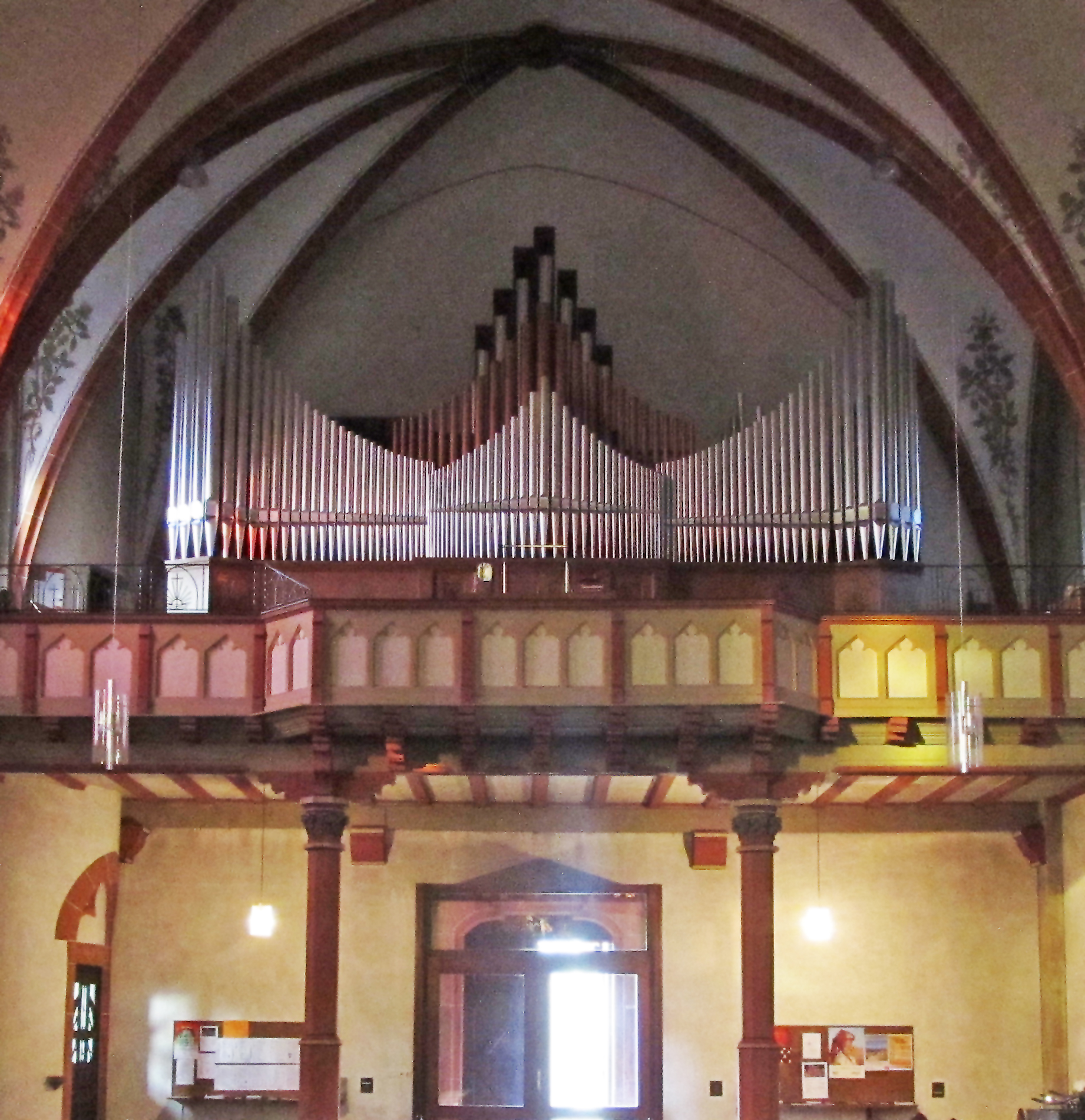
Orgelprospekt

Die heutige Orgel der Kirche wurde im Jahr 1951 als Opus 31 von der Firma Orgelbau Trier, Sebald/Oehms erbaut und geht auf ein Instrument des Orgelbauers Heinrich Wilhelm Breidenfeld zurück, das im Jahr 1874 ursprünglich für das Kloster Fraulautern erbaut wurde. Diese Orgel kam im Jahr 1895 in die neu erbaute Dreifaltigkeitskirche in Fraulautern, bevor sie schließlich im Jahr 1926 ihre Aufstellung in der Kirche von Geislautern fand. Beim Bau der heutigen Sebald-Orgel im Jahr 1951 wurden von der Breidenfeld-Orgel einige Register, sowie die Windlade des Hauptwerks übernommen.
Das Instrument verfügt über 28 (30) Register, verteilt auf 3 Manuale und Pedal. Die Windversorgung erfolgt durch Kegelladen, im Hauptwerk durch Schleifladen. Die Spiel- und Registertraktur ist elektropneumatisch. Im Hauptwerk ist die Spieltraktur elektrisch. Die Disposition lautet wie folgt:
| I Hauptwerk C–g3 |              |        |
| 1.               | Quintade     | 16′    |
| 2.               | Principal    | 08′    |
| 3.               | Rohrflöte    | 08′    |
| 4.               | Oktave       | 04′    |
| 5.               | Nachthorn    | 04′    |
| 6.               | Quinte       | 02 ⁄3′ |
| 7.               | Superoktav 0 | 02′    |
| 8.               | Mixtur IV-V  |        |
| 9.               | Trompete     | 08′    |

| II Schwellwerk C–g3 |               |         |
| 10.                 | Hornprincipal | 08′     |
| 11.                 | Gedackt       | 08′     |
| 12.                 | Salizional    | 08′     |
| 13.                 | Principal     | 04′     |
| 14.                 | Querflöte     | 04′     |
| 15.                 | Zartquinte    | 02 ⁄3′  |
| 16.                 | Blockflöte    | 02′     |
| 17.                 | Terzflöte     | 01 3⁄5′ |
| 18.                 | Scharff IV    |         |
| 19.                 | Fagott        | 16′     |
| 20.                 | Krummhorn     | 08′     |
|                     | Tremolo       |         |

| Pedal C–f1 |                      |     |
| 21.        | Principalbass        | 16′ |
| 22.        | Subbass              | 16′ |
|            | Quintade (= Nr. 1) 0 | 16′ |
| 23.        | Oktavbass            | 08′ |
| 24.        | Gedacktbass          | 08′ |
| 25.        | Choralbass           | 04′ |
| 26.        | Nachthorn            | 02′ |
| 27.        | Rauschpfeife III     |     |
| 28.        | Posaune              | 16′ |
|            | Fagott (= Nr. 19)    | 16′ |

- Koppeln:
  - Normalkoppeln: II/I, III/I, III/II, I/P, II/P, III/P
  - Suboktavkoppeln: II/I, III/I, III/II
- Spielhilfen: 2 freie Kombinationen, 1 Freie Pedalkombination (Pedalumschaltung), Tutti, Crescendowalze, Zungeneinzelabsteller